# Elio Saraca
Elio Saraca, noto anche come Elia Saraca (... – 1360 o 1373), è stato un vescovo cattolico e diplomatico italiano della Repubblica di Ragusa.

## Biografia
Elio, appartenente alla famiglia nobile dei Saraca, da giovane visse a Roma. In seguito si trasferì ad Avignone alla corte di Giovanni Colonna, che dopo il suo arrivo divenne cardinale (1327). Ad Avignone Elio Saraca conobbe Francesco Petrarca.
Nel 1342 Papa Benedetto XII nominò Elio Saraca arcivescovo di Ragusa. Nel 1345 Papa Clemente VI gli affidò una missione in Rascia, assieme ad Antonio arcivescovo di Durazzo e a Bartolomeo vescovo di Traù, avente lo scopo di convertire gli abitanti e i governatori della regione al cattolicesimo e di convincere l'imperatore Stefano IV a combattere contro l'Impero ottomano; Elio riuscì a cattivarsi il favore dell'imperatore, che si convertì per breve tempo e anche in seguito restò favorevole alla Repubblica di Ragusa. In quella stessa occasione Elio Saraca, su richiesta del Senato di Ragusa, manifestò alla corte del Regno d'Ungheria il desiderio dei Ragusani, allora sottomessi alla Repubblica di Venezia, di porsi sotto la protezione del Regno d'Ungheria. Nel 1349 fu a capo dell'ambasciata che accolse a Ragusa Luigi I d'Ungheria, di ritorno dalle sue campagne militari nel Regno di Napoli. Nel 1358 fu Elio Saraca, assieme ad altri quattro inviati, a concludere colla Dieta d'Ungheria il trattato che sancì l'indipendenza della Repubblica di Ragusa da Venezia.
Elio Saraca lasciò la carica di arcivescovo di Ragusa nel 1360. La sua data di morte è controversa: secondo Serafino Cerva morì di peste nel 1360; secondo l'abate Coleti rinunciò all'arcivescovato nel 1360, pur mantenendo il titolo, e morì nel 1373.